# Еганово
Еганово (на руски: Еганово) е село в западна Русия, Московска област.
То е част от селското поселение Чулковское в Раменски район. Намира се на 35 километра югоизточно от центъра на град Москва и на 2 километра от десния бряг на река Москва, в близост до Европейски път E30 (Москва-Рязан). Най-ранните сведения за селището са от 1504 година.